# Painkiller (주다스 프리스트의 음반)
《Painkiller》는 영국의 헤비 메탈 밴드 주다스 프리스트가 1990년 9월 17일에 발매한 열두 번째 스튜디오 음반이다. 2005년 음반 《Angel of Retribution》에 복귀할 때까지 리드 싱어인 롭 핼퍼드가 참여한 마지막 주다스 프리스트 음반이자 드러머 스콧 트래비스가 참여한 첫 음반이다.

## 녹음
《Painkiller》는 1989년 오랜 기간 드러머였던 데이브 홀랜드를 대체한 스콧 트래비스가 등장한 주다스 프리스트 첫 음반이다. 트래비스는 이전에 로스엔젤레스 밴드 레이서 X 멤버였으며 더블 페달과 폭발 비트를 많이 사용하면서 주다스 프리스트에게 새로운 사운드와 무거운 엣지를 주었다. 《Painkiller》는 헤비 메탈로 묘사되었으며, 상대적으로 강렬한 사운드 때문에 스피드 메탈로 묘사되었다.
이 음반은 1990년 초 프랑스 브리뇰의 미라발 스튜디오에서 녹음했고 그해 말 네덜란드 힐베르쉼의 위셀로어드 스튜디오에서 혼합했다. 주다스 프리스트가 톰 알롬과 함께 일하지 않았던 1978년 《Killing Machine》 이후 처음으로 밴드와 크리스 샹그리디가 프로듀싱을 하였으며, 1976년의 《Sad Wings of Destiny》 이후 처음으로 주다스 프리스트와 샹그리디가 함께 작업하였다.
돈 에어리는 〈A Touch of Evil〉에서 키보드를 연주하기 위해 영입되었다. 2020년 인터뷰에서 에어리는 미니무그 신시사이저를 사용하여 음반의 베이스 파트를 대부분 두 배로 늘렸다고 밝혔다.

## 평가
| 전문가 평가                   | 전문가 평가 |
| 평가 점수                     | 평가 점수   |
| 출처                          | 점수        |
| ----------------------------- | ----------- |
| AllMusic                      | [ 11 ]      |
| The Rolling Stone Album Guide | [ 12 ]      |
| Sputnikmusic                  | 5/5         |
| Record Collector              | [ 13 ]      |
| The Great Rock Discography    | 8/10        |
| Select                        | [ 15 ]      |
| Encyclopedia of Popular Music | [ 16 ]      |

《Painkiller》에 대한 평가는 대체로 긍정적이었으며, 특히 메탈 커뮤니티에서 높은 평가를 받았다. 올뮤직의 스티브 휴이는 이 음반을 찬양하며 "트래비스의 우뢰처럼 강렬하고 선명한 타격이 밴드 멤버들에게 즉시 자극을 주고, 글렌 팁턴과 K.K. 다우닝은 압도적이고 악마적인 리프를 쏟아내며, 롭 핼퍼드는 마치 사악한 마녀처럼 비명을 지르며 그의 경력에서 가장 악랄한 듯한 퍼포먼스를 선보인다. 이는 아무런 예고 없이 등장한 음악적 선언으로, 조지 포먼의 복귀에 필적하는 사건이다"고 말했다. 스푸트니크뮤직의 미케센은 이 음반에 5점 만점에 5점을 주며 "《Painkiller》는 글렌과 K.K.의 기억에 남을 많은 리프와 솔로로 가득 차 있다. 이 음반에서 가장 뛰어난 순간은 강렬한 리프와 핼퍼드의 울부짖는 보컬이 결합된 부분이다. 《Painkiller》의 곡들은 시작부터 끝까지 매우 에너제틱하며, 각 멤버들은 서로의 퍼포먼스에서 영감을 받는 듯 보인다"고 평가했다. 또한, metal-archives.com에서는 26개의 리뷰를 바탕으로 이 음반의 평균 점수가 92%에 달한다.
《Painkiller》의 수록곡 대부분은 Painkiller World Tour에서 라이브로 공연되었으며, 타이틀곡은 밴드의 콘서트에서 자주 연주되는 곡 중 하나가 되었다. 〈Hell Patrol〉, 〈All Guns Blazing〉, 〈A Touch of Evil〉, 〈Night Crawler〉, 〈Between the Hammer and the Anvil〉은 이후 투어에서도 세트리스트에 포함되었으나, 〈Metal Meltdown〉과 〈Leather Rebel〉은 1990년에 몇 차례 공연된 후 세트리스트에서 제외되었다. 〈One Shot at Glory〉와 그 인트로인 〈Battle Hymn〉은 2021년 8월까지 라이브로 연주되지 않았으며, 해당 곡들은 블러드스톡 오픈 에어 페스티벌에서 열린 주다스 프리스트의 공연에서 처음으로 연주되었다.

## 롭 핼퍼드의 출발
이번 음반 투어에 이어 1992년 5월, 가수 롭 핼퍼드가 밴드를 떠나 1990년대 내내 예전 밴드 동료들과 거의 연락을 하지 않았다. 그 이유는 핼퍼드가 자신의 새로운 밴드인 파이트를 만들어 새로운 음악영역을 개척하고자 하는 핼퍼드의 열망과 함께 밴드 내부의 긴장이 높아지고 있었기 때문에 이 창작물이 팔릴 수 있도록 하기 위해 주다스 프리스트를 법적으로 떠나야 했다. 핼퍼드가 떠난 후 몇 년 동안 주다스 프리스트는 활동을 하지 않았다. 그러나 이 밴드는 결국 1996년에 《Jugulator》와 《Demolition》의 스튜디오 음반에서 공연할 새로운 가수 팀 오언스를 영입했다.

## 곡 목록
모든 곡들은 특별한 언급이 없는 한 글렌 팁턴, 롭 핼퍼드 그리고 K. K. 다우닝에 의해 작사/작곡하였다.
| #  | 제목                 | 재생 시간 |
| -- | -------------------- | --------- |
| 1. | 〈Painkiller〉       | 6:06      |
| 2. | 〈Hell Patrol〉      | 3:35      |
| 3. | 〈All Guns Blazing〉 | 3:56      |
| 4. | 〈Leather Rebel〉    | 3:34      |
| 5. | 〈Metal Meltdown〉   | 4:46      |

| #   | 제목                               | 작사·작곡                             | 재생 시간 |
| --- | ---------------------------------- | ------------------------------------- | --------- |
| 6.  | 〈Night Crawler〉                  |                                       | 5:44      |
| 7.  | 〈Between the Hammer & the Anvil〉 |                                       | 4:47      |
| 8.  | 〈A Touch of Evil〉                | 팁턴, 핼퍼드, 다우닝, 크리스 샹그리디 | 5:42      |
| 9.  | 〈Battle Hymn〉 (기악)             |                                       | 0:56      |
| 10. | 〈One Shot at Glory〉              |                                       | 6:46      |

## 인증
| 국가                       | 인증 | 판매량/출하량 |
| -------------------------- | ---- | ------------- |
| 캐나다 (뮤직 캐나다)       | 골드 | 50,000^       |
| 미국 (RIAA)                | 골드 | 500,000^      |
| 일본 (RIAJ)                | 골드 | 0^            |
| ^출하량을 기반으로 한 인증 |      |               |